# Supercoppa ceca (pallavolo femminile)
La Supercoppa ceca è una competizione pallavolistica femminile per squadre di club ceche, organizzata annualmente dalla Federazione pallavolistica della Repubblica Ceca.

## Albo d'oro
| Edizione      | Edizione          | Podio         | Podio     | Podio       |
| Anno          | Sede della finale | Campione      | Risultato | Finalista   |
| ------------- | ----------------- | ------------- | --------- | ----------- |
| 2021 Dettagli | Liberec           | Dukla Liberec | 3 - 0     | Olymp Praha |

## Palmarès
| Squadra       | Titolo | Edizione |
| ------------- | ------ | -------- |
| Dukla Liberec | 1      | 2021     |